# Dia de la Independència de Croàcia
El Dia de la Independència de Croàcia (en croat: Dan neovisnosti) és un dia festiu nacional celebrat anualment el 8 d'octubre que commemora la decisió unànime del Parlament de Croàcia a finalitzar els vincles entre Croàcia i la RFS de Iugoslàvia.

## Història
El referèndum d'independència de Croàcia es va celebrar el maig de 1991, amb un 93% donant suport a la independència. El 25 de juny el Parlament de Croàcia va proclamar la independència de Croàcia. Al cap de set dies, el 7 de juliol, Croàcia així com Eslovènia va signar l'acord de Brioni en què els dos països van acordar suspendre totes les declaracions i lleis aprovades pels parlaments croat i eslovè amb relació a la secessió d'aquests estats de Iugoslàvia per un període de tres mesos. Durant aquell temps va començar la guerra de la independència de Croàcia.
El 8 d'octubre, el Sabor va decidir tallar relacions amb Iugoslàvia, en la decisió de finalitzar els vincles estatals i legals amb les altres repúbliques i províncies de Iugoslàvia. Aquella sessió no es va celebrar a l'edifici del Parlament sinó al soterrani de l'edifici de l'INA, a causa de la possibilitat que es repetís un incident com el bombardeig del Palau del Ban.

## Dia festiu
El Dia de la Independència va ser implantat pel govern d'Ivica Račan el 2001. Es va celebrar per primera vegada el 2002. El Dia de l'Estat es commemora el 25 de juny.